# Mark Barilli
Mark Barilli (14 november 1973) is een Schots darter die de toernooien van de WDF speelt.

## Carrière
Hij staat bekend om zijn manier van gooien waarbij hij verandert in de snelheid van gooien van snel naar langzaam.
Net als Co Stompé speelt hij darts in een shirt met lange mouwen.
Barilli bereikte de laatste 16 van het Winmau World Masters toernooi in 2005. Hij versloeg Gibraltar's Dylan Duo en André Brantjes en tijdens de laatste 32 verloor hij van BDO Gold Cup kampioen Derek Williams. Hij verloor vervolgens van Brian Woods. Hij bereikte de halve finale van de Scottish Open en de Scottish National Championship en hij bereikte de finale van de British Open door Darryl Fitton te verslaan en in de halve finale Gary Anderson. In de finale verloor hij van Mick Reed.
Barilli's eerste grote optreden kwam in 2007 tijdens de International Darts League waar hij begon in de voorronde. Hij verloor met 5-1 van Jelle Klaasen in de openingsduel van zijn groep. Daarna verloeg hij Robert Hughes met 5-0. Hij verloor van Robbie Green en was uitgeschakeld.
Tijdens de World Darts Trophy in 2007 verloor hij in de eerste ronde van Vincent van der Voort.
Barilli bereikte de kwartfinale van de Swiss Open en de halve finale van de BDO International Open. Hij bereikte vervolgens zijn tweede finale ooit in de Welsh Masters. In deze finale verloor hij van Tony O'Shea.
Barilli was gekwalificeerd voor de BDO World Darts Championship (Lakeside) van 2009. Hij werd verslagen door Simon Whitlock met 3-0 in de eerste ronde.
In 2010 was hij opnieuw gekwalificeerd voor Lakeside en opnieuw verloor hij in de eerste ronde ditmaal van Tony West met 3-1.
Vervolgens nam hij deel aan de Lakeside in 2011 en 2013. Hij verloor wederom in de eerste ronde tijdens beide editie's van Martin Phillips en Scott Mitchell.

## Resultaten op wereldkampioenschappen

### BDO
- 2009: Laatste 32 (verloren van Simon Whitlock met 0-3)
- 2010: Laatste 32 (verloren van Tony West met 1-3)
- 2011: Laatste 32 (verloren van Martin Phillips met 0-3)
- 2013: Laatste 32 (verloren van Scott Mitchell met 2-3)

### WDF

#### World Championship
- 2022: Laatste 48 (verloren van Rory Hansen met 0-2)
- 2023: Laatste 32 (verloren van Jim Widmayer met 0-3)
- 2024: Laatste 48 (verloren van Shane McGuirk met 0-2)

#### World Cup
- 2009: Laatste 32 (verloren van David Smith-Hayes met 2-4)